# L'Orphelin de la famille Zhao
L'Orphelin de la famille Zhao (chinois 趙氏孤兒, Zhaoshi gu'er) est une pièce de théâtre de Ji Junxiang (xiiie siècle). Son titre entier est La Grande Vengeance de l'orphelin de la famille Zhao (Zhaoshi gu'er da baochou). Elle appartient au genre zaju des Yuan.
L'Orphelin de la famille Zhao est la seule pièce connue de Ji Junxiang.

## Résumé
Un ministre fait exécuter toute la famille Zhao. Seul survit un nouveau-né, sauvé par un médecin ami de la famille Zhao. Ce dernier l'élève comme son propre fils, dans le but de l'amener à se venger du ministre.

## Analyse
L'histoire se déroule durant la période des Printemps et Automnes. Elle a sa source dans un passage des Mémoires historiques de Sima Qian. Une première version de l'histoire de cette famille injustement condamnée se trouvait déjà dans le Commentaire de Zuo : la femme de Zhao Shuo et sœur du souverain, après la découverte d'une liaison et l'envoi en exil de son amant, s'emploie à faire massacrer la famille Zhao pour se venger. L'enfant de Zhao Shuo seul est sauvé par sa mère. C'est cependant la version de Sima Qian, avec son ministre félon, qui est suivie par les adaptations ultérieures. Après la pièce de Ji Junxiang, d'autres genres ont repris l'histoire, comme l'opéra de Pékin.

## Diffusion en Europe
Une traduction partielle (sans les parties chantées) due au père de Prémare a paru en 1735. Il s'agit de l'un des toutes premières traductions en français d'une œuvre chinoise. Cette traduction a inspiré de nombreuses œuvres à travers l'Europe au xviiie siècle :
- Baldassare Galuppi, L'Eroe Cinese, 1753, Naples.
- Johann Adolph Hasse, L'Eroe Cinese, 1753, Hubertsbourg.
- Voltaire, L'Orphelin de la Chine, 1755, Paris.
- Tommaso Giordani, L'Eroe Cinese, 1756, Dublin.
- Arthur Murphy, The Orphan of China (en), 1759, Londres, théâtre royal de Drury Lane.
- Domenico Cimarosa, L'Eroe Cinese, 1782, Naples.

La première traduction complète est due à Stanislas Julien en 1834.
En 2012, elle est la première pièce chinoise portée à la scène par la Royal Shakespeare Company,.

## Traductions
- Tchao chi cou ell, ou Le Petit Orphelin de la maison de Tchao, tragédie chinoise, trad. Joseph Henri Marie de Prémare, dans Jean-Baptiste Du Halde, Description de l'empire de la Chine, tome troisième [lire en ligne] sur chineancienne.fr
  - réédition : Jacques Pimpaneau, Anthologie de la littérature chinoise classique, Philippe Picquier, 2004.
- Ki-kiun-tsiang, Tchao-chi-kou-eul, ou l'Orphelin de la Chine, trad. Stanislas Julien, 1834 [lire en ligne] sur chineancienne.fr
- Jin Junxiiang, L'Orphelin de Zhao, trad. Christine Corniot, Tigre noir, 1993